# Wojskowe Kluby Sportowe w krajach socjalistycznych
Wojskowe Kluby Sportowe w krajach socjalistycznych utworzono najpierw w ZSRR, a po II wojnie światowej również w państwach Układu Warszawskiego i innych (np. Korei Północnej).
Jednym z pierwszych klubów wojskowych w ZSRR był CDKA Moskwa (w latach 1951–1957 – CDSA Moskwa, od 1957 r. – CSK MO Moskwa, a od 1960 r. – CSKA Moskwa). Centralne kluby wojskowe nazywano w wielu językach CSKA, w Polsce – CWKS. W Pradze w 1947 r. założono klub ATK, w 1957 r. przemianowany na Dukla Praga. W Bukareszcie w 1947 r. powołano klub ASA, od 1948 r. – CSCA (Clubul Sportiv Central al Armatei), następnie – CCA, a później – Steaua Bukareszt.
Pozostałe wojskowe kluby sportowe w ZSRR nazywano SKA, w Polsce – WKS (Wojskowe Kluby Sportowe), w NRD – Armeesportvereinigung Vorwärts (ASV Vorwärts). W NRD w zasadzie nie było centralnego klubu, berliński przeniesiono do Frankfurtu nad Odrą.
Konkurencyjną sieć klubów posiadały resorty bezpieczeństwa, w wielu państwach pod nazwą Dynamo, a w Polsce – Gwardia.